# 食品ロス
食品ロス（しょくひんロス）、食料ロス（しょくりょうロス）、またはフードロス（Food loss）とは、食品が売れ残りや食べ残し、賞味期限切れなどで、食べられず又は食べきれないまま廃棄されること。その原因は多様で、生産、加工、小売、消費の各段階で発生する。
本来は食べられたはずのものを食べずに捨てるのは「もったいない」とみなされるうえ、ごみ問題や環境問題を深刻化させるため、食品ロスの発生量抑制、廃棄以外の有効利用が進められている。

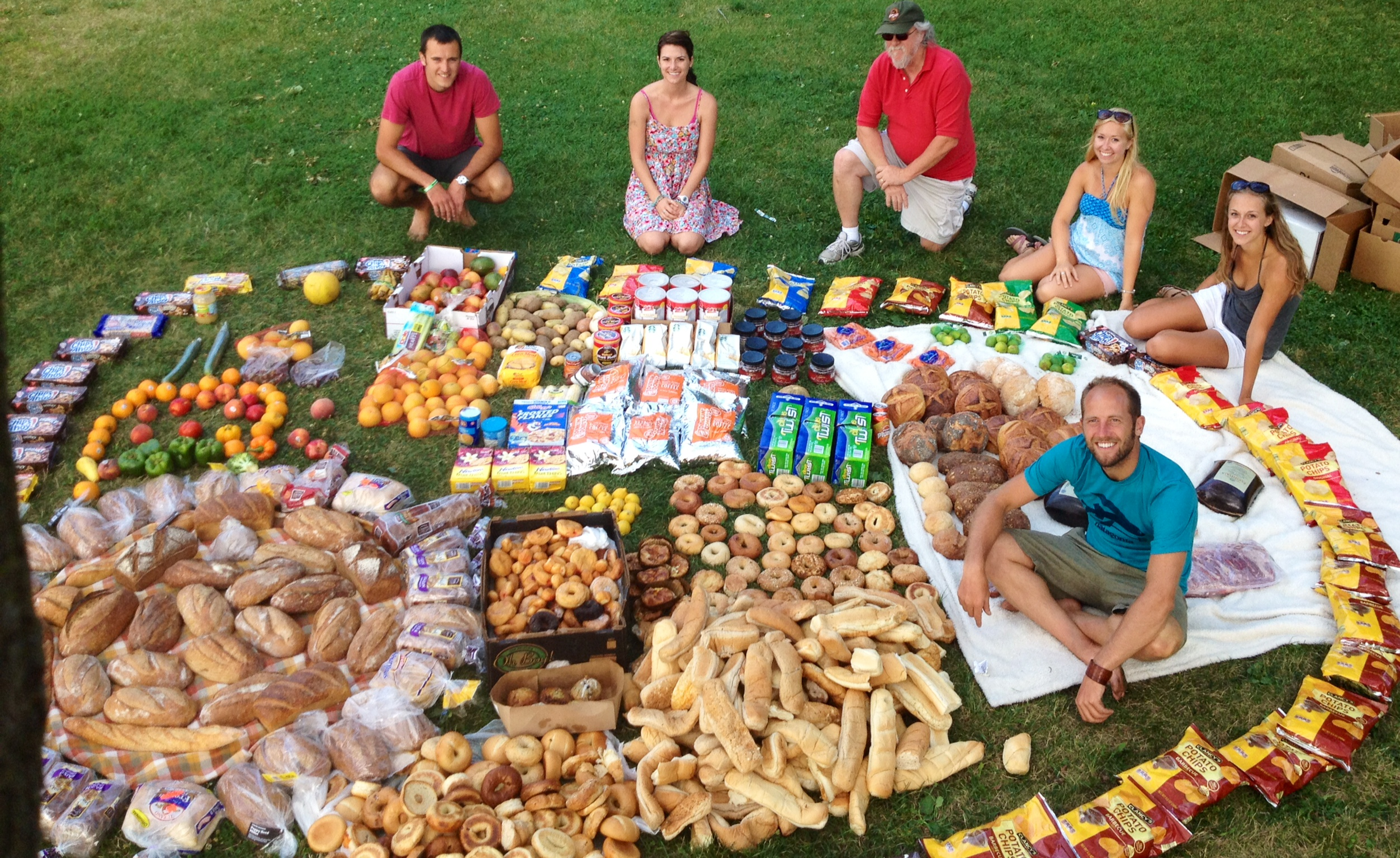
アメリカの環境活動家ロビン・グリーンフィールドの「the Food Waste Fiasco」

## 食品ロスの発生

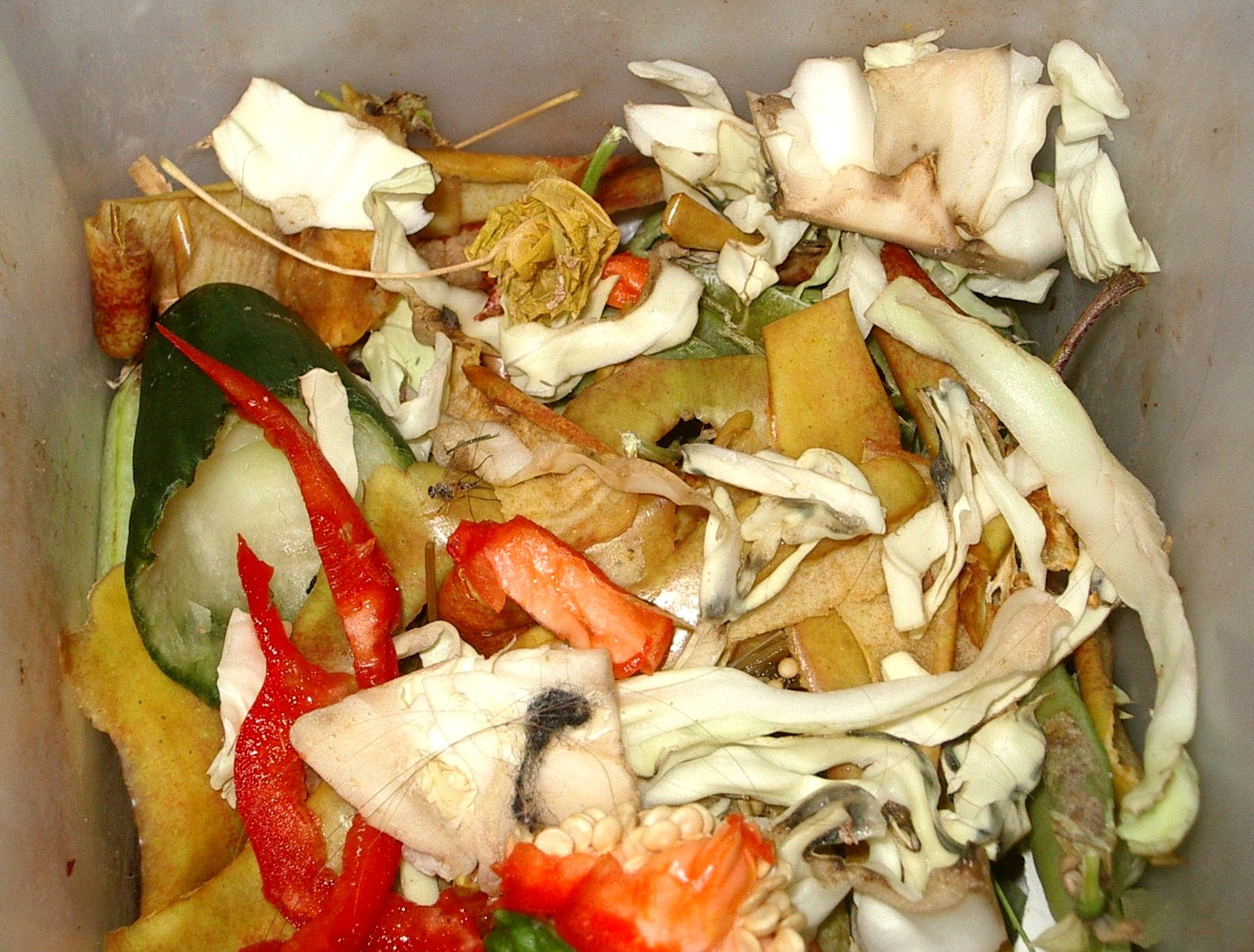
「生ごみ」として処分される食品

「食品ロス」とは、本来は食べられる状態であるにもかかわらず食品が廃棄されること、「食品のムダ（Food waste）」のことを言う。廃棄される食品そのもの、あるいは廃棄食品総量を意味することもある。製造過程で発生する規格外品、加工食品の売れ残り、家庭や飲食店で発生する食べ残し（残飯）、期限（賞味期限、消費期限、品質保持期限）切れの食品、食材の余りや調理くずなどを含む。
国際連合食糧農業機関（FAO）によると、世界の食料の喪失と浪費は、生産される全食料の3分の1〜2分の1になると言われる。サプライチェーンやバリューチェーンの全ての段階で損失と浪費が発生する。低所得国では、生産中にほとんどの損失が発生するが、先進国にあっては1人あたり年間約100キログラムの食料が消費段階で無駄に捨てられる。

## 「食品ロス」の定義
「食品ロス」とは、一般的に、廃棄されてしまった、もしくは食べられていない食品である。 とはいえ、その正確な定義は議論の対象となっており、しばしば状況に基づいて定義される。国際組織や政府機関、およびその事務局を含む職能団体は、それぞれ独自の定義を用いているのが見受けられる。その定義は、「食品ロス」が何から構成されるか、どのように生み出されるのか、どこで廃棄され、何によって生成されたのかなどによって変わる。また、その用途によっては、「食品ロス」が必ずしも「捨てられたもの」とはみなされないこともある 。いくつかの「食品ロス」は、農業廃棄物など他の廃棄物と同様の定義に基づいており、その定義は廃棄される食品がどのような物質であるかを問わない。
日本語の「食品ロス」と英語の「Food loss」は同義ではないため注意が必要である。

### 国際連合

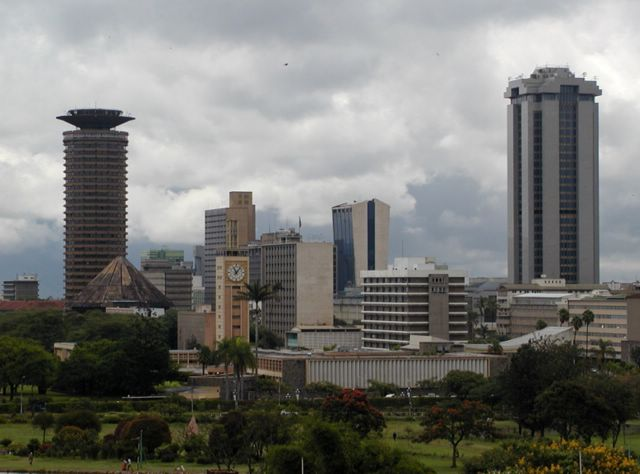
国際連合環境計画本部（ケニアの首都ナイロビに所在）

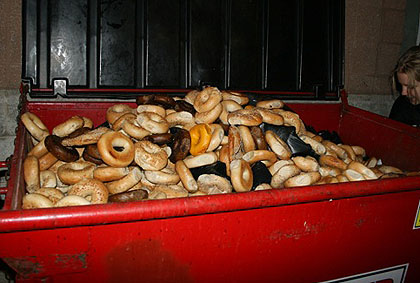
廃棄されたベーグル（アメリカ合衆国）

国際連合は、食品ロス削減に向けた地球規模のイニシアティブ（"Save Food Initiative"）を推進しており、その下で国連食糧農業機関（FAO）、国際連合環境計画（UNEP）およびそのステークホルダー（利害関係者）らによって、食品ロスと「食糧浪費」について以下のような定義に従うことが合意されている。
- 「食品ロス」（Food loss）とは、食品の量的ないし質的な減少を意味している。 食糧供給側における生産部門・流通部門での「食品ロス」は、主として食糧生産・供給システム、またはその制度的・法的枠組みのなかでの一機能として発生する。
- 「食糧浪費」（Food waste、廃棄食品）は食品ロスの一部であり、供給側において人間の消費に合っていなかったり、腐敗していたり、在庫管理の不備や無視によって経済的価値がなくなったりして、廃棄される食品である。

この定義の重要な要素には以下のものが含まれる。
- 食品廃棄物は「食品ロス」の一部であるが、両者の区別は厳密ではない。
- 非食物連鎖（家畜の飼料、堆肥、メタンガス発酵やそれを使った火力発電といったバイオエネルギーとしての再利用[15]を含む）に転用された食品は、食品ロスないし廃棄食品としてカウントされる。

食品のために生産された植物および動物には、食品ロスや食糧浪費には含まれない「不可食部分」が含まれる（これらの食べられない部分は「不可避の食品廃棄物」と呼ばれることがある）。

### 欧州連合
欧州連合（EU）およびその前身の国際機関では、1975年から2000年まで、食糧浪費（Food waste）を「廃棄された、あるいは廃棄を意図され、要請された、ナマもしくは調理された食材・食品」と定義していた。これは加盟国に対する古い指令によるものであったが、2008年の欧州委員会（EC）指令98号（2008/98/EC）によって破棄された。それ以来、明確な食品ロスにかかわる定義はない。1975年の欧州経済共同体（EEC）指令442号に基づく定義は、1991年の指令156号において「廃棄物の諸分類」中「付属書I」が追加されたうえで引き続き使用され、それに伴い加盟国の国内法もそれぞれ改正された。

### アメリカ合衆国
アメリカ合衆国環境保護庁では、国内の食品浪費を「自宅および食料雑貨店、レストラン、産地直売所、カフェテリアやキッチンなどの商業施設、ならびに従業員向けの食堂などから出た、食べられなかった食品・食材で廃棄処分されたもの」と定義している 。各州はそれぞれ自由に食品ロスにかかわる定義をそれぞれの目的に応じて定めることができるものの 、実際にはほとんどの州でそのような独自定義は採用していない。「天然資源防衛会議」によれば、アメリカ人は食べても安全な食糧の40パーセントを捨てている。

## 「食品ロス」の問題点
「食品ロス」は第一に食糧資源のムダ使いである。飢餓や栄養不足に苦しむ発展途上国があり、先進国でも十分な食料が購入できない貧困層がいる一方で、多くの食料が廃棄されることは、効率性の観点のみならず人道的見地からも問題がある。日本の場合は、食料自給率が先進国中最低水準にあり，世界最大の食料輸入国でありながら、膨大な量の食品ロスが存在しており、食品ロスを減らすことは間接的には食料自給率を上げることにつながる
第二に、家計にとっても企業にとっても経済的な損失となる。食品製造や流通に使用された資源・エネルギーもムダとなる。食品ロスの発生は企業の利益率を著しく低下させ、一方では小売価格を引き上げる。仕入量に比較して販売量が少なければ、残りは廃棄処分となるが、その割合が高くなれば廃棄のための費用は販売価格に転嫁されるからである
第三に、環境問題がある。国際連合の持続可能な開発目標（SDGs）に関する報告書によれば、最終的に廃棄される食品の生産に使用されるエネルギーは、それ自体で温室効果ガス排出の要因の一つとなっている。廃棄に関しては、生ごみは有機質であるとはいえ、その大量廃棄はその処理段階において自然環境に多大な負荷を与える。焼却に際しては二酸化炭素を発生させるとともに、食品ゴミは水分が多いことから、焼却炉の発電効率を低下させ、エネルギー資源のムダにつながっている。
世界的な人口増加やアジア各国の経済成長により、世界の食料需要は増大しており、地球温暖化などによる世界の食料需給の不安定化が進展するなか、日本をふくむ各国はとくに食料の安定供給を確保する必要がある。また、食品廃棄物の最終処分スペースについては厳しい状況にあり、今後、循環型社会を構築していくためにも、大量の食品ロスの発生を抑えることが望まれている。

## 食品ロスの原因

### 生産

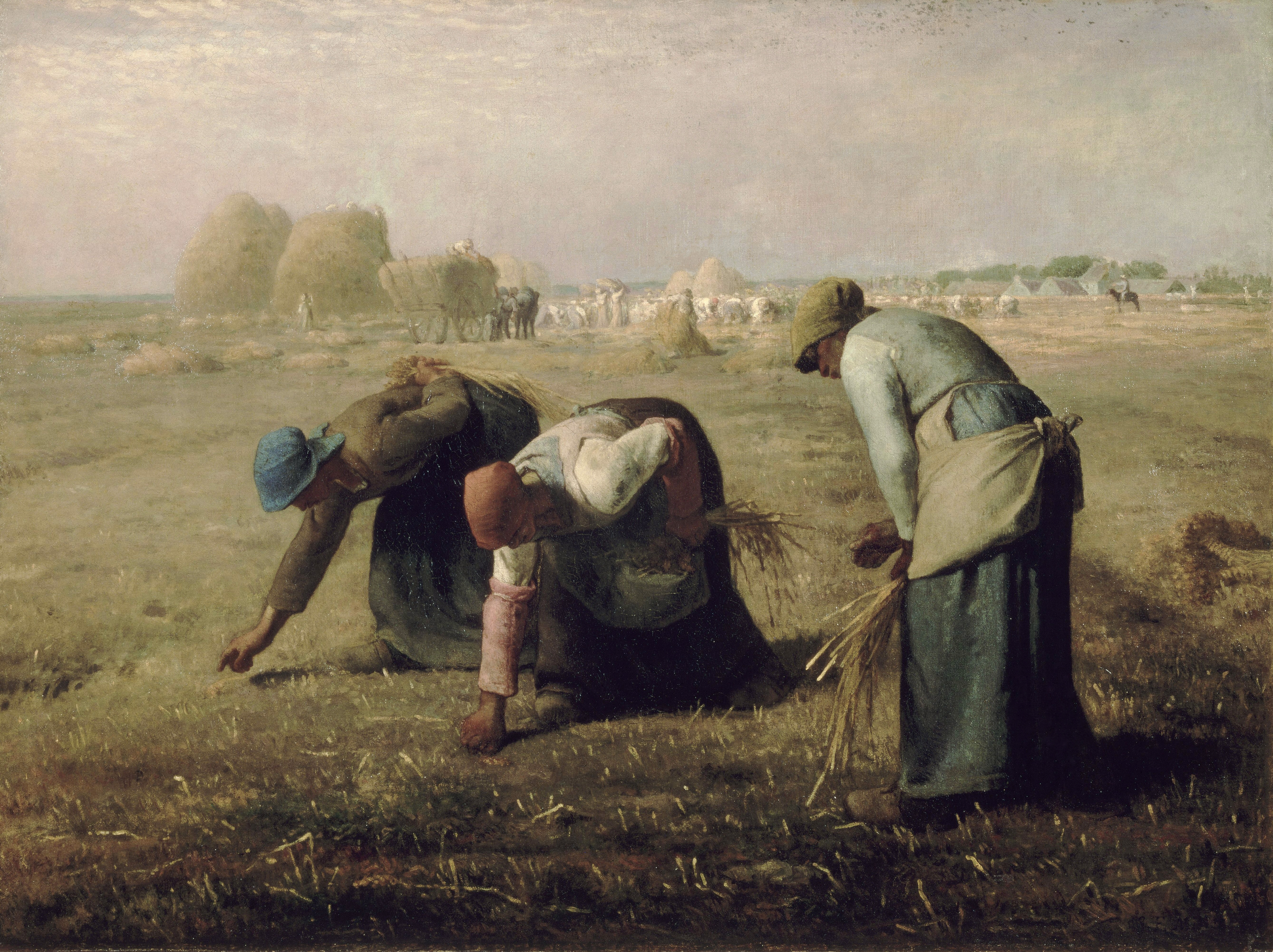
ミレー『落穂拾い』。収穫しきれなかった麦の落穂拾いは、かつては貧者の糧となった。

先進国、発展途上国を問わず、商業的農業、食品産業のあらゆる段階で目立った額の食品ロスが発生する可能性がある。自給自足的な農業では廃棄物の量は不明ではあるもの、その発生はごく限られた段階においてであり、生じたとしても食べられなかった食品は再び栽培に回されるので、グローバル市場の需要とは対照的に、総じて微々たるものである可能性が高い。それでも、発展途上国、特にアフリカ諸国では、食品ロスの正確な性質について議論されているにもかかわらず、農場で保管中に生ずる食品ロスが多い可能性がある。
世界で最も多様かつ豊かな食料供給を誇るアメリカ合衆国の食品産業を調査した結果、食品ロスは食料生産のごく最初の段階で発生していることが判明した。植栽の段階で既に害虫の蔓延や厳しい気候等に晒されて、収穫以前に多くの食料が損なわれているのだ。気温や降水といった自然の力が作物成長の主要因である限りは、これらによる損失もまたあらゆる形態の屋外農業が経験しうることなのである。

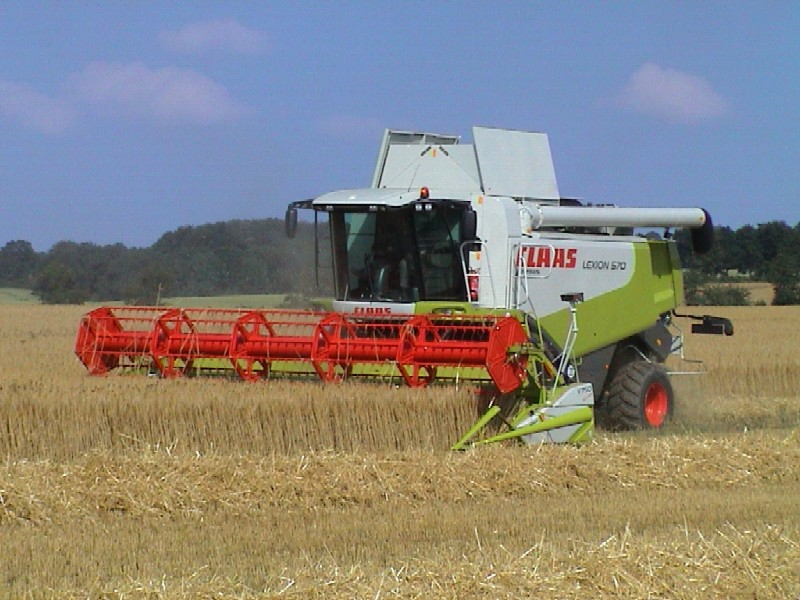
コンバインハーベスターを用いた収穫（ドイツ）

また、収穫段階における農業機械の使用も、食品ロスを生み出す原因となっている。熟した作物とそうでない作物を識別することができず、あるいは作物の一部だけを集めるということができないためである。経済的要因としては、品質や見た目などの規制や基準が食品ロスを生み出す元となっている 。農家は選択的に収穫を行い、農場には標準化されていない食糧を残すことを好む（それが肥料や飼料として利用可能な場合）。そうしなければ、それらはのちに廃棄されるだけだからである。都市部においては、果実やナッツのなる木は、それが食用でないとみなされるか、汚染されたものであるというおそれがあるためなのか、いずれかの理由でしばしば収穫されずに捨て置かれる。都市部における果実が消費者にとって安全であるという調査結果が示されているにもかかわらず、である。

### 加工
食品ロスは、収穫後の段階でも引き続き発生するが、その損失の量は不明な点が多く、推定も困難である。それは、生物的・環境的要因ないし社会経済的な要因によって発生するのであるが、そのいずれにあっても、廃棄にかかわる一般的な数値の有用性・信頼性には限界があるとみなければならない。貯蔵においては、その量的な喪失は、かなりの場合は害虫や微生物に起因する。これは、摂氏30度の熱と70〜90パーセントの湿度との複合を経験するような国々では特に重要な問題となる 
。こうした条件は害虫や微生物の生殖を促すからである。極端な温度や湿り気、微生物の作用によって損なわれる作物の栄養価、カロリー、食用性は食品ロスの原因ともなる 
が、こうした「定質的な損失」は定量的なそれよりも評価が難しい 。食料の取り扱い、あるいは重量・体積の収縮によっては、さらなる損失が発生する。
加工によって生まれる食品ロスの一部は、最終製品の品質に影響を与えることなく減らすのが難しい場合もある 。食品安全規制は、市場に出る前に基準に合わない食品について苦情を言い立てることができ、これはたとえば家畜飼料などにみられるような、廃棄食品を再利用する努力と矛盾することがある。しかしながら、これは消費者の健康をより確実なものとするために設けられる。このことは、特に畜肉や乳製品といった動物起源の食品の加工においては極めて重要であり、これらの供給源から微生物によって、あるいは化学変化によって汚染食品を生み出す危険を伴う。

### 小売

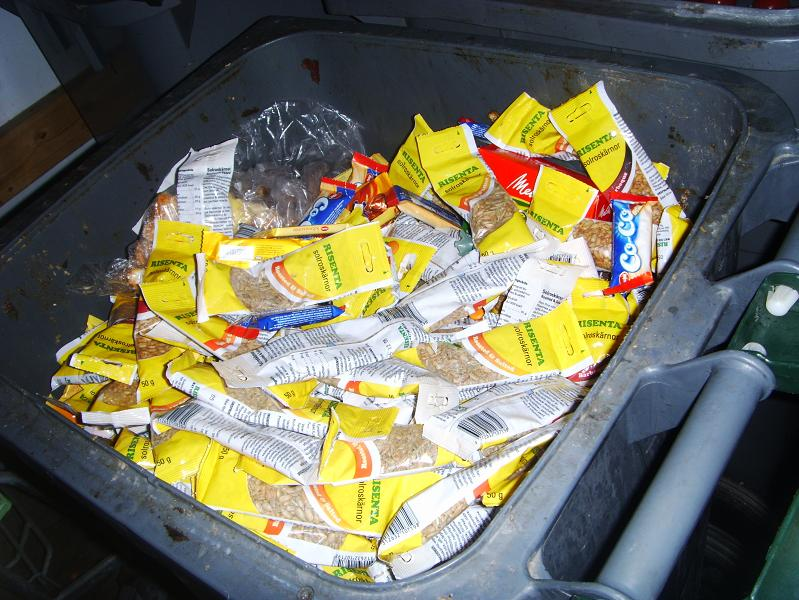
廃棄された加工食品（スウェーデンの首都ストックホルム）

包装は、農場や工場からの輸送中に食品が損傷するのを防ぎ、倉庫から小売段階、さらに消費者の手に届くまで鮮度を保つことができる。それゆえ、食品ロスをある程度まで避けることができる。しかし包装は、たとえば飼料として使用される可能性のある食べ物のクズを（動物が食べられない包装資材で）汚染してしまうなど、廃棄食品を他の方法で減らす努力を減退させてしまう可能性がある。
小売店もまた大量の食品を廃棄している。これらは通常、それぞれの賞味期限の過ぎた商品によって構成されている。賞味期限の過ぎた食品であっても処分時にはまだ食べられるものがあり、店舗には余分な食糧を扱うための幅広い方策がないわけではない。貧しい人びとやホームレスの顧客を避けようとして努力を傾ける商店もあれば、慈善団体と協力して食糧を配給する店舗もある。小売業者はまた食品供給側との売買契約の結果として廃棄に貢献する。合意された量が販売できなれば、農家や加工業者は契約を解消する可能性もあり、 結果として、彼らは実際に契約を満たすために必要以上のものを生産し、その誤差を利益に組み入れようと企図する。こうして過剰に生産された分は、しばしば単純に処分されてしまうということである。。
小売業者は、通常、果物や野菜などといった農産物の形がいびつであったり、表面に傷がついたりしている場合には、それを店頭には置かない。アメリカ合衆国では、そのために毎年60億ポンド（約270万トン）もの農産物が浪費されている 。2009年に行われた調査によれば、イギリスでは、果物と野菜のほぼ2割から4割に相当する量が、見た目の高い基準の結果として小売業者に渡る前に拒否されてしまっていると推定されている。
水産業においても、魚介類の見た目の良さを維持するため、毎年、相当量の食品ロスが発生する。北大西洋と北海だけでその量は230万トンに及ぶといわれる。「ヨーロッパで捕獲されたすべての魚の約40パーセントから60パーセントは、サイズや魚種が違っているというだけで捨てられる」。この問題に対処するため、外観に関する特定の基準を満たさない食品に関する小売業者および消費者の意識向上に焦点を合わせた数多くのキャンペーンがある。

### 消費

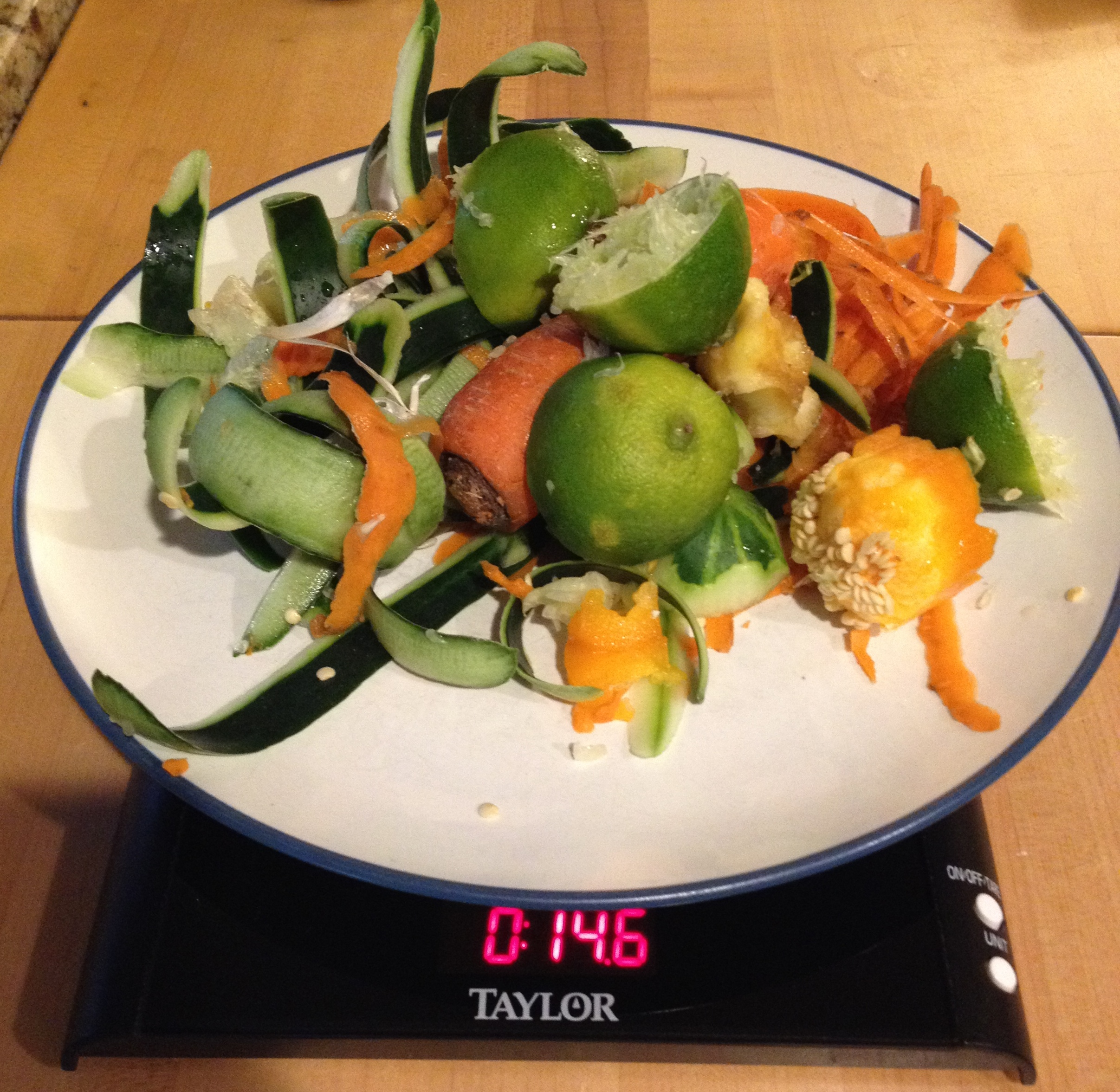
消費者から発生する食品ロスの例

経験の語るところによれば、消費段階で食品ロスを生み出すケースは、低中所得者にあっても、
1. 食品の買いすぎ
2. 調理しすぎ、または調理失敗（焼きすぎなど）
3. 食べ残し、あるいは食べ残しに手をつけないこと
4. 調理済み食品の長期間ないし不適切な保管による劣化・腐敗

などが含まれる。過度の購買や過度の準備、また、食べ残しを放置して消費しないことは、食品ロスの主な要因となっている。ポルピーノは「食品ロスは、おもてなし、良妻賢母のアイデンティティー、豊かさの象徴としての多彩な味付けや有り余るほどの食材など、いずれも文化的営為のなかに組み込まれている」と指摘している。
消費者によって直接的および間接的に多くの食糧が浪費されている。消費者が、奇妙な形や変色などといった感覚的にすぎない食べものの属性を克服し、賞味期限の近づいた、あるいは期限は過ぎたが食べるのにはうってつけであるという「次善の食品」（SOF）を喜んで受け入れるならば、大部分の食品ロスは防ぐことができる。COSUS（COnsumers in a SUStainable food supply chain、「持続可能な食品供給連鎖における顧客」）は、「持続可能な食糧選択を促すための消費者行動の理解」というトピックのもとでのSUSFOOD ERA-netの研究プロジェクトである。

## 日本における食品ロスの実態

### 統計でみる食品ロス
環境省がまとめた『我が国の食品ロスの発生量の推計値（令和５年度）の公表について』によれば、日本国内で2023年度で1年間に発生する「食品ロス」は、およそ464万トンに及ぶと考えられており、2000年（およそ980万トン）のおおよそ半分となっている。これは毎日大型トラックで約1270台分の量を廃棄していることになる。2024年における日本全国のコメの年間収量の734.6万トン、2023年における国際連合世界食糧計画（WFP）による食料援助量は約370万トンと比較すると、日本の食品ロスは、コメの年間収量に及ばないものの、食料援助量の約1.3倍にも達しており、極めて膨大である。国民1人当たりに換算すると、おにぎり1個分（約102グラム）の食べ物が毎日廃棄されている計算となる。また、年間にすると国民1人当たり約37キログラムとなり、 年間1人当たりの米の消費量（約50.9キログラム、2022年度）の約74%に相当する。
そして、消費者庁がまとめた「2023(令和5)年度食品ロス量推計値の公表について」によれば、食品ロスによる経済損失の推計額は2023年度で約4兆円（国民1人当たり31,814円）であり、GDP（約595兆円[2023年度]）の約0.7%に当たり、食料品製造業全体の営業利益（約1.5兆円[2023年度]）の約2.7倍に当たる。
更に、温室効果ガスの排出量は、1,050万t（国民1人当たり約84kg）と推計されている。
「食品ロス」は、外食産業や食品加工業などの「事業系」と家庭より生じる「家庭系」に大別されるが、学校給食における「食べ残し」も決して少なくない。詳細な統計は困難であるものの、2023年で「事業系」食品ロスがおよそ約231万トン、「家庭系」のロスが233万トンと推定され、2012年度以降で初めて、事業系が家庭系を下回った。
事業系の場合、発生量231万トンの内、食品製造業が47%（約108万トン）、外食産業が29%（約66万トン）を占めており、この2産業で約4分の3を示している。前者は、製造の過程で発生する規格外品などによるものであり、後者は、主に作りすぎ、食べ残しによる発生である。
家庭系の場合、多い要因順に、賞味期限切れなどによる直接廃棄（未開封の食品が食べずに捨てられている）が約100万トン（43％）、食べ残しが約97万トン（42％）、次に調理時に皮を厚くむきすぎるなどの過剰除去が36万トン（15％）となっている。
外食産業においては、提供される食品のうち食べ残しの割合が高い方から順に、宿泊施設（14.8パーセント）、結婚披露宴（13.7パーセント）、一般の宴会（10.7パーセント）、食堂・レストラン（3.2パーセント）などとなっている。前述のように、食品加工業や小売業における食品ロスのおもな原因は、規格変更に伴う商品の撤去や返品、在庫過剰や期限切れ、印刷ミスなどの規格外品である。「家庭系」ロスは、過剰除去による食品ロス率が2.0パーセント、食べ残しが1.0パーセント、直接廃棄が0.7パーセントとなっており、過剰除去（文部科学省『日本食品標準成分表』の廃棄率を上回る除去）の中では果実や野菜、魚介類に対する除去が大きい。
鮮度を重視する消費行動に対応しての商慣習もまた、食品ロスを増加させる大きな原因ともなっている。家庭から出る食品ロスについては、消費者庁が2017年に徳島県で実施した食品ロス削減に関する実証事業の結果では、まだ食べられるのに捨てた理由の多い順に、「食べ残し」57％、「傷んでいた」23％、「期限切れ」11％（賞味期限切れ:6％、消費期限切れ:5％）であった。

### 賞味・消費期限と食品ロス
賞味期限や消費期限が必要以上に短いと、大量の食品廃棄の一因になるという指摘がある。日本の食品業界には、流通段階において賞味期限までの期間を区切った「3分の1ルール」と呼ばれる独特の商慣習があり、「3分の1ルール」とは賞味期限までの期間を3分の1ずつに区切り、最初の3分の1の期間内に小売店に納品し、次の3分の1（最初からは3分の2）の期間を過ぎると返品しなければならないとするルールである。返品期限が設定されていることにより、販売期間が短くなり、商品が賞味期限前であっても小売店に並ばずにメーカーに返品される物が多くなる。返品された物は賞味期限内であってもどのように保管されていたか不明なため、多くは廃棄される。公益財団法人流通経済研究所の調べでは、2010年の卸売から製造に返品された商品金額は1,139億円にのぼったといわれる。「3分の1ルール」は少しでも新鮮な商品をという消費者のニーズに応えたものであったが、大量の食品ロスが生じやすい商慣習である。近年では食品ロスを削減する試みとして改める動きもあるが、流通形態が「3分の1ルール」に合わせた設計となっているため、1社のみでは対応が難しい。
「3分の1ルール」は見直しが進んでいる。食品ロス削減のため、商品を店舗に納める期限の延長実験が行なわれた。従来、日本では賞味期限に関して明確な基準はなく、それぞれの事業所にまかせ切りであったが、消費者庁は食品ごとの賞味期限設定方法について、統一ガイドラインを設ける方針を定め、2011年（平成23年）9月、同庁食品表示課が各食品メーカーや有識者を交えた検討会を立ち上げることを発表した。同月末から翌年（2012年）にわたり、食品業界において「食品ロス削減のための商慣習検討ワーキングチーム」が立ち上がり、農林水産省の支援の下、従来の商慣習の見直しが進み，食品表示一元化検討会が何回か開かれた。
2014年（平成26年）、カップ麺では5か月から6か月へ、袋麺では6か月から8か月へと期限を延長し、その他飲料などでも、安全面を再検証した上で、賞味期限を延長する各メーカーの動きがみられた。この他、製造から賞味期限までが3ヶ月間を超える食品については、賞味期限を「年月日」表示から「年月」表示に変更するといった取り組みも存在する。例えば、賞味期限が「2000年1月19日」までだった物を「2000年1月」とした場合、1月下旬でも販売に支障がなくなる。食品ロス削減が期待されるフードシェアリングのサービスとして、TABETE、Reduce Go（リデュース・ゴー）、Otameshi、食パンJAPANなどがある。
賞味期限の表示が「日」まであると無駄な廃棄を招きやすいくので、「年月」だけにする取り組みが飲料や加工食品に広がり始めている。

#### 「てまえどり」運動
小売店においては賞味期限や消費期限が近い商品が手前に置かれる傾向にあるが、期限切れまでの期間がより長い商品を奥から取り出す買い物客もいる。こうした行為は売れ残りとその廃棄を増やす原因になる。このため手前の商品から取って購入するよう呼び掛ける運動が2010年代から民間で始まり、農林水産省が企業、消費者団体、地方自治体と連携して「てまえどり」運動を展開している。

## 世界における食品ロスの実態

### 世界全体
2011年に国連食糧農業機関（FAO）が発表した試算によれば、世界中で人が消費するために生産されている食料の3割以上に及ぶおよそ13億トンが、毎年、失われるか廃棄されている。これは世界の飢餓人口10億人を充分に養えるほどの量に相当するものであると指摘されている。下の表に示すように、先進国と発展途上国とでは実態に大きな差があり、途上国では1人あたり1日あたり400ないし500カロリーが浪費され、先進国では1日あたり1,500カロリーが浪費されると推定されている 。発展途上国では、収穫後および処理段階で損失の4割以上が発生するのに対し、先進国では小売および消費者レベルで損失の4割以上が発生する。 先進工業国の消費者による食品廃棄物の総量（2.30億トン）は、サハラ以南のアフリカの食糧生産（2.22億トン）にほぼ匹敵する。
| 1人当たり年間の「食品ロス」          | 合計            | 生産・流通段階での廃棄量 | 消費者段階での廃棄量 |
| ------------------------------------ | --------------- | ------------------------ | -------------------- |
| ヨーロッパ                           | 280 kg (617 lb) | 190 kg (419 lb)          | 90 kg (198 lb)       |
| アングロアメリカおよびオセアニア     | 295 kg (650 lb) | 185 kg (408 lb)          | 110 kg (243 lb)      |
| 産業化されたアジア                   | 240 kg (529 lb) | 160 kg (353 lb)          | 80 kg (176 lb)       |
| サハラ砂漠以南のアフリカ             | 160 kg (353 lb) | 155 kg (342 lb)          | 5 kg (11 lb)         |
| 北アフリカおよび西アジア・中央アジア | 215 kg (474 lb) | 180 kg (397 lb)          | 35 kg (77 lb)        |
| 南アジア・東南アジア                 | 125 kg (276 lb) | 110 kg (243 lb)          | 15 kg (33 lb)        |
| ラテンアメリカ                       | 225 kg (496 lb) | 200 kg (441 lb)          | 25 kg (55 lb)        |

特に先進国では食生活が多様化しており、肉類や乳製品、果物、水産物などが世界各地から輸入される一方、食料が日常的に大量に廃棄される現実がある。また、全世界で展開される各スーパーマーケットチェーンの販売規格が食品ロスに拍車をかけているという指摘がある。すなわち、食品の外見上の見栄えをよくするために大量の食品ロスが発生していること、そして、「販売期限」「消費期限」「賞味期限」などのシールがパッケージに貼られることによって、実際には安全な食品が廃棄されてしまうことである。
国際社会においても、食糧不足や穀物相場価格の高騰などの懸念が広がっており、食品ロスをいかに減らしていくかは大きな課題となっている。

### 各国

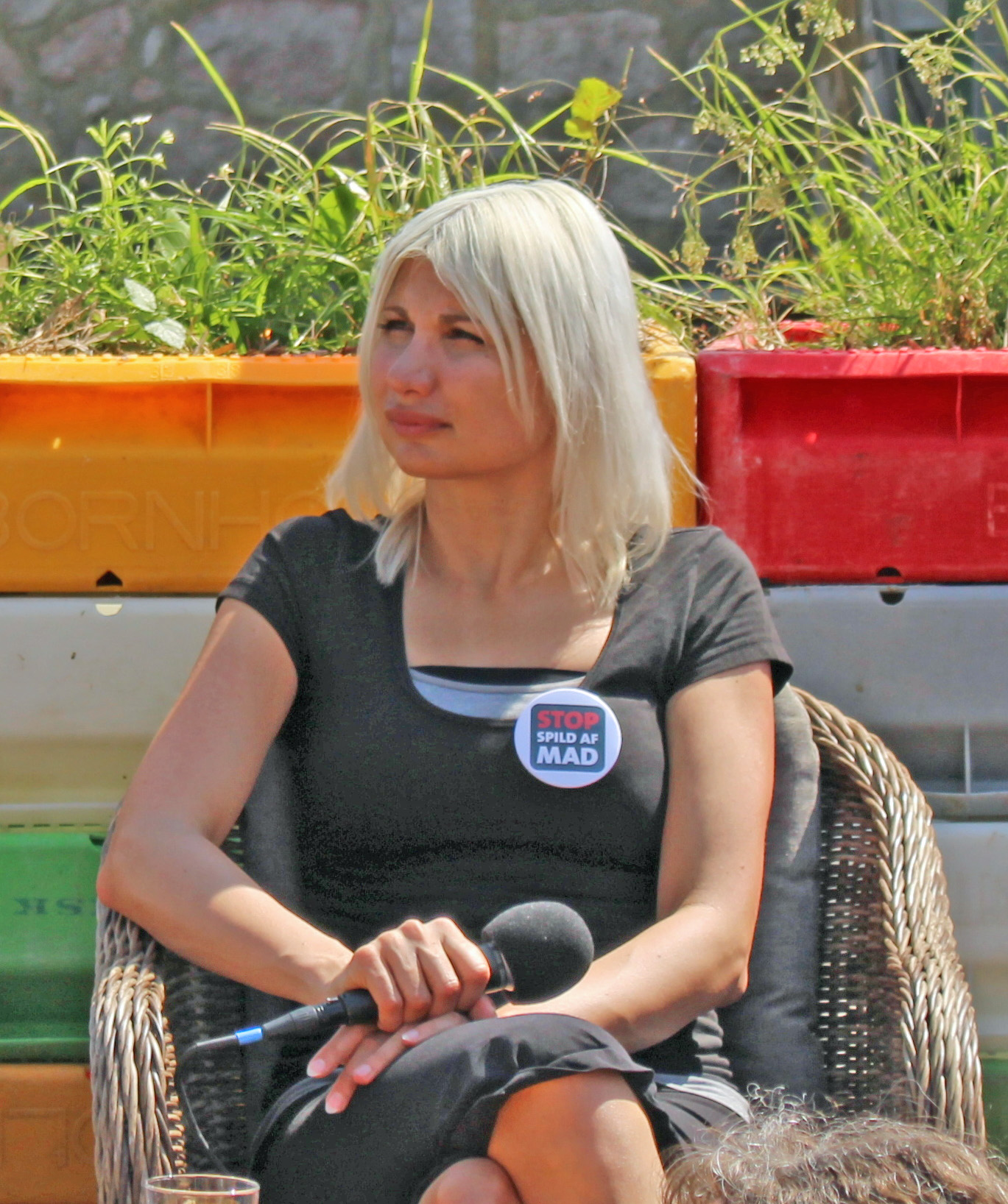
セリナ・ジュール

イギリス
イギリスでは、1年に670万トンの食品ロスが生まれ、その処分として年間102億ポンドが費やされている。 これは、1世帯あたり年間250ポンドから400ポンドの費用となっている.。

アメリカ合衆国（米国）
エリザベス・ロイトは、2014年にナショナル・ジオグラフィックが行った調査で、米国の食品の30パーセント以上にあたる毎年1,620億ドル分が食べられずに捨てられていると指摘している。アリゾナ大学は、2004年に研究を行い、米国の加工食品の14パーセントから15パーセントが手つかずで未開封であり、捨てられたが食べられる食品は430億ドル相当であることを示している。 コーネル大学の食品・ブランド研究所による別の調査によると、93パーセントの回答者はこれまで食べなかった食品を購入した経験があることを認めている。

シンガポール
シンガポールでは、2014年に78万8,600トンの食糧が処分され、そのうち10万1,400トンがリサイクルされた。シンガポールは農業生産能力が限られているため、2014年には148億シンガポールドル（106億米ドル）を食品輸入のために費やしたが、その13パーセントにあたる14億米ドルがムダになったこととなる。

デンマーク

デンマーク環境省によれば、毎年、デンマークでは年間70万トン以上の食糧が、農場から食卓までという食品連鎖のなかで浪費されている 。活動家セリナ・ジュールによる「ストップ食品廃棄」の活動によって、デンマークでは2010年から2015年までの5年間で全国の食品廃棄25パーセント削減を達成した。

## 「食品ロス」削減に向けた対策

### ヨーロッパ
フランスでは、法律によってスーパーマーケットが売れ残り食品を廃棄することが禁止されており、この取り組みは世界的にも評価されている。一般家庭で出る生ごみについては、各家庭でニワトリを飼い、野菜の皮などの生ごみを餌として再利用するプロジェクトが進んでいる。このプロジェクトの参加者には採卵鶏が提供されるので、新鮮な鶏卵を毎日手に入れることができる。
スペインでは、相互扶助の精神に基づき、地域のボランティア団体が屋外に「連帯冷蔵庫」を設置し、近隣住民やレストランが食べ残しや賞味期限切れ間近の食品を提供する仕組みがある。貧困者への食糧援助とともに食品ロスの解消を目的としており、冷蔵庫の中身のチェックもボランティアが行っている。
イギリスでは、2016年にデンマークで誕生したアプリケーションサービス「Too Good To Go」を使い、飲食店が廃棄前のフードを販売しユーザーはそれを安価で手に入れる仕組みがある。このサービスはイギリスを含むフランスやスペインなどのヨーロッパとアメリカなど17ヵ国で展開され、イギリス国内では280万人以上のユーザー、1万2000社以上の店舗が参加している。

### 日本
- 環境省は2020年10月、飲食店で食べ残した料理の持ち帰りを促す取り組みを「mottECO」（モッテコ）と命名した。日本での食品ロスは年600万トン以上と推測され、10月を削減月間を位置付けている[101]。
- 食品ロスを減らしていくためには、それを飼料や肥料、バイオマスエネルギーなどとして再利用する営みも重要である。また、消費者側の意識改善や食品のムダをできるだけ少なくする調理方法の研究や周知活動もまた大切である[2][注釈 1]。
- 日本では、ムダを生まない食材購入のしかたや冷蔵庫の使用方法、食べ切るためのレシピ、外食時の食べ残しを減らすための工夫などが、政府広報によって国民に知らされている[24]。なお、日本においては、食品リサイクル法が施行された2001年（平成13年）度から2007年（平成19年）度までの推移をみると、再生利用等の実施率は着実に上昇しているのに対して、食品ロスの発生はほぼ横ばい状態が続いている[22][注釈 2]。再生利用としては、生ごみ処理機で有機質肥料に変えて再利用する「堆肥化」のほか、食品工場から出る残渣（ざんさ、ろ過や溶解等のあとに残った滓）や卸売・小売の売れ残りを飼料として活用するエコフィード（食品残渣飼料）が注目されている[22]。近年では、流通過程において廃棄される規格外品や賞味期限が近づいた食料品を福祉施設などへ無償で提供するフードバンクの活動や食べ残しを持ち帰るドギーバッグ普及活動など、食品ロスを少しでも減らす営みが実施されている。[2][24]。

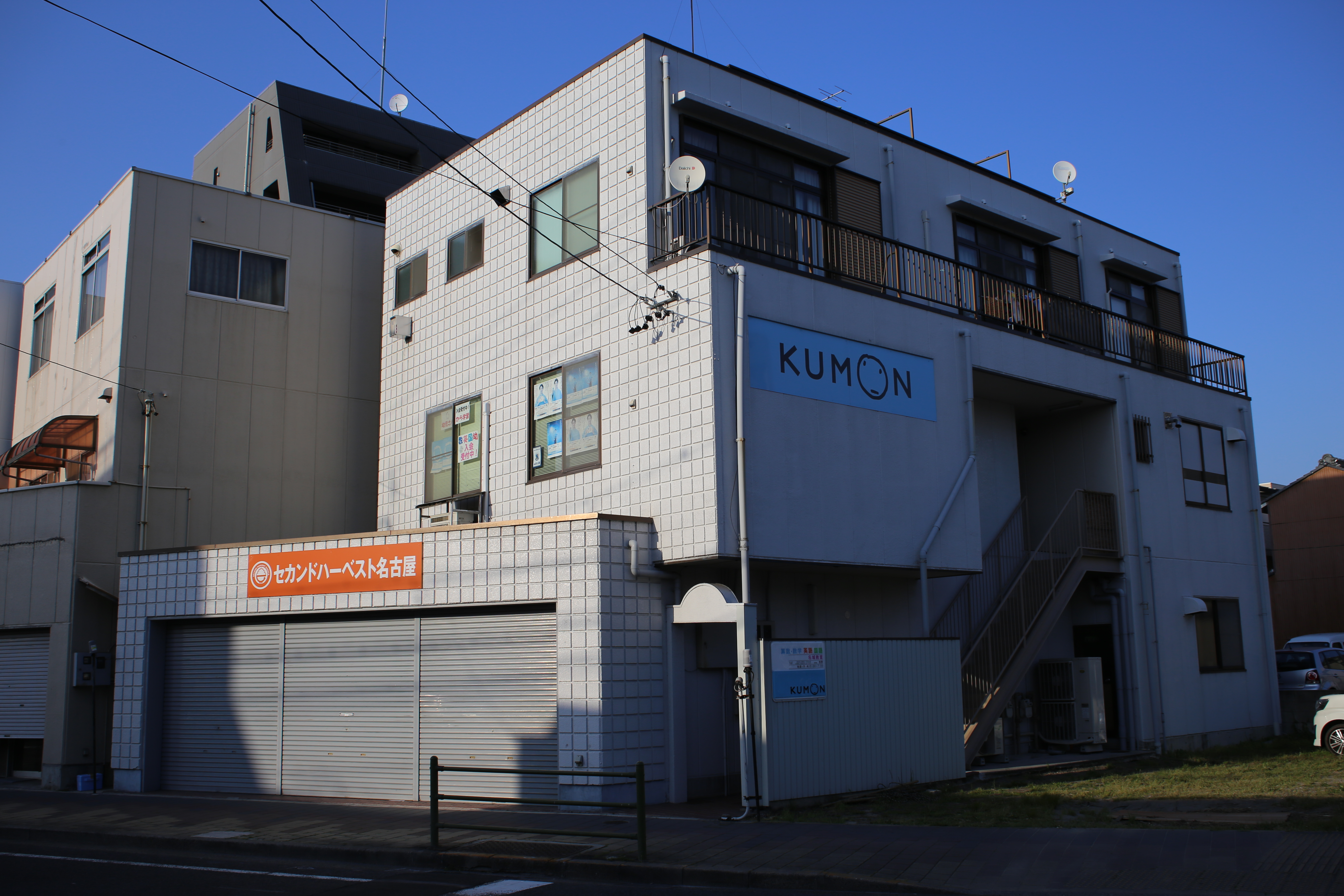
セカンドハーベスト名古屋（2015年撮影）

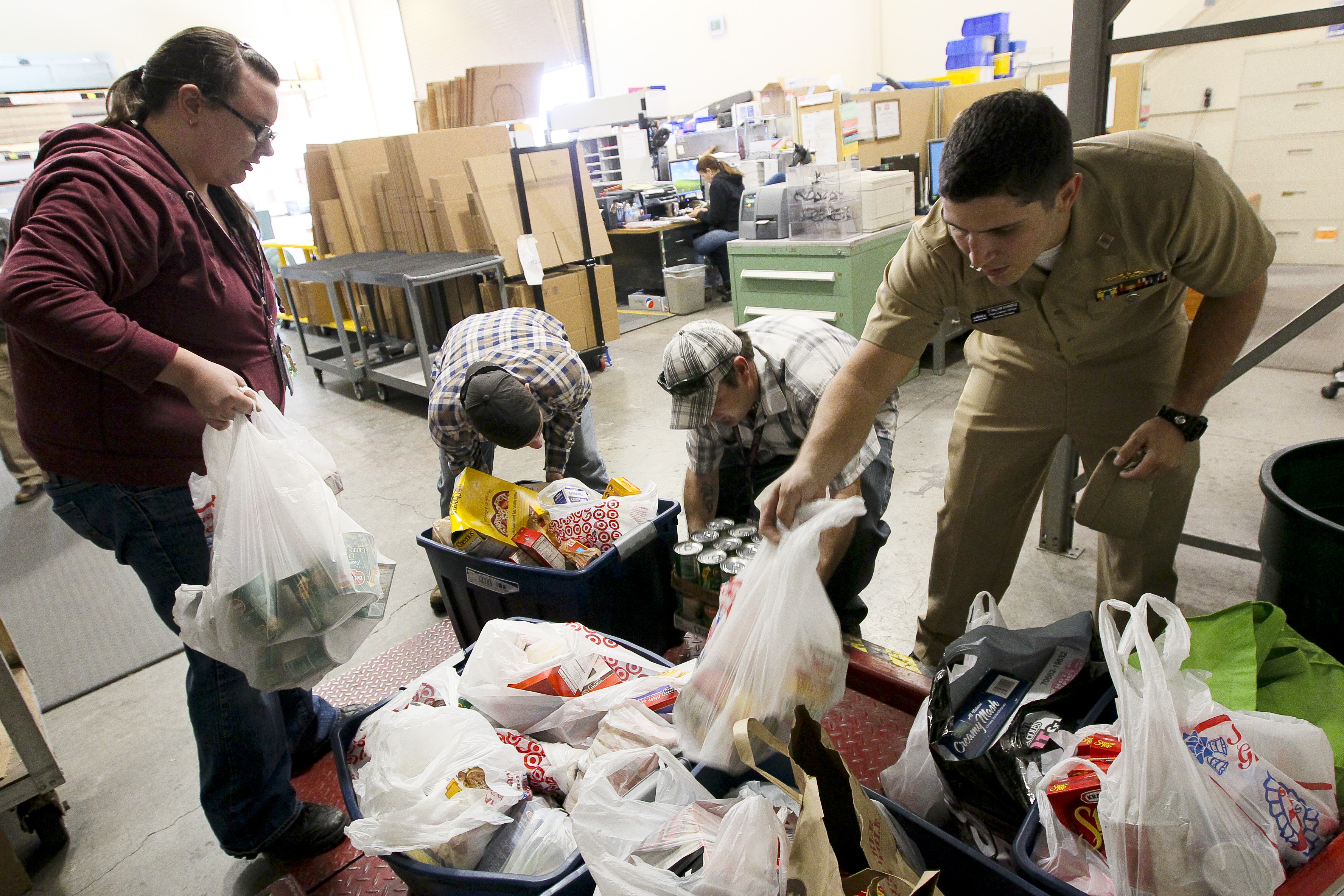
感謝祭への食材を慈善団体に寄付するアメリカ合衆国海軍兵士によるフードバンク活動（2011年、カリフォルニア州）

- 日本におけるフードバンク活動は、上智大学の留学生であったアメリカ人チャールズ・E・マクジルトンが2002年（平成14年）3月に日本初のフードバンク団体を設立したことに始まった[102][注釈 3]。一方、関西地方では、2003年（平成15年）4月にアメリカ人ブライアン・ローレンスによりフードバンク関西が発足している[103][注釈 4]。いずれも当初はハインツ日本やコストコなど外資系企業からの寄附を活動資金源としていたが、やがてニチレイなど日本企業からの寄附も始まり、2007年（平成19年）以降は沖縄県や広島県、愛知県、北海道などでもフードバンク活動が活発化している。
  - ドギーバッグもアメリカ合衆国が発祥で、飲食店等の食べ残し料理を詰めて家に持ち帰るための袋や容器であり、本来は「犬に食べさせる」ことを含意するが、実際には人間が食べるための容器である。これらは、「もったいない」の観点からも注目される[24]。
- 福井県の取り組みとしては、2006年（平成18年）以降、飲食店や小売店、県民がそれぞれ食べ残しを減らす「おいしいふくい食べきり運動」がある[24]。これは飲食店等に対して、小盛やハーフサイズ、食べきりサイズなどのメニューをつくり、また、持ち帰り可能なメニューを設定するなど、食べ残しが出ないよう協力してもらうほか、小売店には食材を使い切るためのレシピの提供や野菜のばら売り、量り売りなどをしてもらって少しでも食品ロスを減らそうという営みであり、県民に対しても協力を呼びかけている[24]。
- 長野県松本市では「残さず食べよう！30・10（）運動」[104]を推進しており、2017年10月30、31日には同地で「第1回食品ロス削減全国大会」が開催された[105]。30・10運動とは、宴会時の食べ残しを減らすためのキャンペーンで、乾杯後の30分間は席を立たずに料理を楽しみ、お開き10分前には自分の席に戻ってふたたび料理を楽しもうと呼びかけることで少しでも食品ロスを削減しようとするものである[106]。この30・10運動が、東日本大震災が起きた2011年に始まり、全国に広がった。宴会の乾杯後30分とお開き前の10分間は、食べることに集中するよう、幹事や店から呼び掛け取り組み、宴会客に食を勧める[107]。環境省はこれに注目、30・10運動普及啓発用の卓上三角柱POP広告やチラシを作成し、PDFデータを配布するなど支援している[106]。
- 兵庫県姫路市の取り組みとしては、2021年（令和3年）3月から姫路市食品ロス削減マッチングサービス「Utteco Katteco by タベスケ」[108]の運用を開始し、食品ロスの削減を図っている。この食品ロス削減マッチングサービスは、姫路市内の食品関連事業者（協力店）が消費期限・賞味期限の迫る食品や生産・流通における規格外品など、廃棄になる可能性のある食品を通常価格よりも安価で販売する情報を発信し、消費者（ユーザー）はそれらの情報をもとに希望商品の注文予約がスマホやパソコンからできるシステムであり、この需要と供給をマッチングさせることで、事業系食品ロスの大幅な削減を図る。また、家庭や事業所等で余っている食品等の寄附を募るフードドライブ活動の紹介や開催告知も情報発信することで、事業系食品ロスのみならず家庭系食品ロスの削減も図る。このマッチングサービスの利用は完全無料で、ユーザー登録に関しては、だれでも参加が可能となっている。但し、姫路市内の食品関連事業者（協力店）が利用するには、姫路市食品ロスもったいない運動推進店[109]への登録が必須となっている。
- 2015年7月に、食品循環資源の再生利用等の促進に関する基本方針が改正され、食品関係の企業が食品ロスを削減することを目標付け、国も取り組みを把握するように方針を定めた[110]。
- 2018年12月に、超党派の「食品ロス削減及びフードバンク支援を推進する議員連盟」（山東昭子会長）が設立され、翌2019年5月24日に「食品ロスの削減の推進に関する法律」（略称：食品ロス削減推進法）が議員立法で成立した。本法律により、削減のための国民運動を推進するため、政府・自治体・事業者の責務と消費者の役割が定められた。国が基本方針をまとめ、自治体が削減推進計画を設ける。2030年度に2000年度比50％減という目標がある[111]。
- 2019年に行われた大嘗祭においては、従来、儀式終了後に埋設していた庭積机代物（お供え）を有効活用しようとする取り組みが行われた[112]。埼玉県所沢市にある国立障害者リハビリテーションセンターに傷まない29品目を提供すると、宮内庁の2019年11月18日の定例記者会見で西村康彦次長が発表した[113]。
- 2019年11月19日、日本ケンタッキー・フライド・チキンは、地域住民などが主体となり、子どもに無料や低料金で食事を出している子ども食堂に調理済みのチキン商品を無償で提供すると発表した。閉店時に売れ残り、まだ食べられる食品の廃棄を減らし、地域支援につなげる。横浜伊勢佐木町店が売れ残った調理済みの商品を凍結して保管。NPO法人「フードバンク横浜」を通じて子ども食堂などに届け、それぞれの食堂で骨を外したり、加熱処理したりする。2019年11月に商品提供を開始。海外のKFCが1990年代から行っている取り組みを参考にした。今後、他地域への拡大を検討する[114]。
- 無償で譲り受けた食品を生活困窮者に届けている認定NPO法人「セカンドハーベスト名古屋」は、2013年より食品メーカーから提供された廃棄予定の御節料理を、ホームレス支援団体や福祉団体などに配る活動を行っている。食品メーカーは作った御節料理を12月30日までにスーパーなどへ卸すため、12月31日に残った料理のほとんどが廃棄される。メーカーは発注より多めに作り、品質に問題ないのに廃棄される食材が出る[115]。
- 2020年1月7日、JR東日本のグループ会社「JR東日本スタートアップ」は、東京駅改札内のエキナカ商業施設「グランスタ」などのエキナカ店舗の営業終了後に、まだ食べられる食品を駅で働く従業員に販売する実証実験を実施することを発表した[116]。
- ファミリーマートは2020年1月14日、食品ロス削減の一環で、パックに入ったおでんを店員が注文ごとに電子レンジで提供する「レンジおでん」の販売を開始した。レジ横に置かれた鍋で提供する従来の方法に比べ廃棄を大幅に減らせる。おでんの補充や時間管理、清掃などの店舗業務の負担を軽減する効果も期待する。温めると破裂する卵や、形が崩れる白滝の導入は見送った[117]。
- 日本における食品ロスは年間およそ643万トンに及び、この重さは1日当たりのおにぎり（1個110g）の数に換算して1億個分以上となる。2020年、ACジャパンは、この問題を身近に感じてもらうために、この童話をモチーフにして「おむすびころりん1億個」をキャッチフレーズとするCMを制作した[118]。
- 生産される野菜で形や大きさ、色が決められた市場の流通規格より外れた野菜（例：2本足のニンジンや丸く曲がったキュウリ）は「規格外野菜」と呼ばれ、スーパーマーケット等には流通しない為一部はジュース等に加工されたりするが、多くはそのまま廃棄されてしまう。その規格外野菜を生かす試みがなされている[119]。

### オーストラリア
2017年4月、オーストラリアのシドニー南部で、賞味期限前でも処分されてしまうような食品を、大手スーパーマーケットなどから譲り受けて提供する「すべて無料」のスーパーが登場した。オーストリアの市民団体オズハーベストが運営する「オズハーベストマーケット」がそれで、果物、野菜、パン、コーンフレーク、ビスケットなどを扱い、店内に値札やレジスターがなく、顧客は品物を自由に選んで買い物かご1つ分を無料で受け取ることができる。ボランティア・スタッフが一人一人の客に対応し、説明しながら選んでもらうシステムで、開店時間は午前10時から午後2時までである。閉店時には品物の大部分がなくなるが、客には代金ではなく寄付をお願いしている。食品ロスを解消する目的で「無料スーパー」を開業させた事例は世界でも初めての試みで、大きな反響を呼んでいる。

### イタリア
2016年8月19日法律第166号「社会的連帯と廃棄物の制限を目的とした食品及び医薬品の寄附と配布に関する規定」（イタリア語：LEGGE 19 agosto 2016, n. 166 - Disposizioni concernenti la donazione e la distribuzione di prodotti alimentari e farmaceutici a fini di solidarieta' sociale e per la limitazione degli sprechi）にて、食品ロスの制限と寄付の促進が図られた。

### フランス
2016年2月11日、食品廃棄物削減に関する法律（LOI n°2016-138 du 11 février 2016 relative à la lutte contre le gaspillage alimentaire）が施行された。これは、大型スーパーを対象として寄付や堆肥化などをしないと罰金が科される内容となっており、路上生活者が食べないよう食品に塩酸をかけて破壊して廃棄といった過去の方法にかかる費用より、寄付した方がよいように誘導する内容となっている。

## テレビ番組
- 日経スペシャル ガイアの夜明け “余った食”のゆくえ 〜消費期限 もうひとつの物語〜（2007年3月27日、テレビ東京）[123]。- 捨てられるはずだった食品を活用する様々な試みを取材。